# 올림픽 일본 선수단
올림픽 일본 선수단은 일본을 대표하여 올림픽에 참가하는 선수단이다. 일본은 1912년 스톡홀름에서 개최한 스톡홀름 하계 올림픽에 선수 2명을 파견한 것으로 올림픽에 처음 진출했으며, 동계 올림픽은 1928년 동계 올림픽부터 참가했다. 제2차 세계 대전 이후 미군정의 지배를 받던 중 1948년 하계 올림픽 참가하지 못한 후 1952년 동계 올림픽서부터 올림픽에 다시 참가하였다. 이후 1980년 하계 올림픽은 보이콧에 의해 대한민국을 비롯하여 캐나다 등의 국가와 함께 참가하지 못하였다.
1964년 하계 올림픽, 1972년 하계 올림픽, 1998년 동계 올림픽 하계/동계 올림픽들을 별다른 문제 없이 성공적으로 개최하여 국제 사회의 인정을 받고 경제 성장의 밑거름이 되어 선진국으로 진입하였다. 또한 2013년 9월 7일에 아르헨티나 부에노스아이레스에서 열린 제125차 IOC 총회에서 일본 도쿄가 32번째 하계 올림픽의 개최지로 결정되었다. 이로써 도쿄는 올림픽을 1964년과 2020년 두번 개최하게 되면서 세계에서 5번째, 아시아에서 최초로 2회 이상 개최 도시가 되었다. 또한 2018년 평창 동계 올림픽에 이어 다시 한 번 올림픽을 2연속으로 아시아에서 개최하게 되었다. (2020년 하계 올림픽 참고)
한편 일본 올림픽 선수단을 총괄하고 일본을 대표하는 일본 올림픽 위원회는 1911년에 창설되어 1912년에 승인을 받았다.

## 개최 대회
일본은 2016년까지 동하계 통틀어 총 세 번의 올림픽을 개최했으며, 2020년 도쿄 올림픽까지 합하면 총 네 번의 올림픽을 개최하게 된다.
| 대회               | 유치 도시         |
| ------------------ | ----------------- |
| 1964년 하계 올림픽 | 도쿄도            |
| 1972년 동계 올림픽 | 홋카이도 삿포로시 |
| 1998년 동계 올림픽 | 나가노현 나가노시 |
| 2020년 하계 올림픽 | 도쿄도            |

## 메달 집계
- 빨간 테두리는 자국에서 개최한 대회의 성적이다.

| 대회                  | 선수 규모 | 금   | 은   | 동   | 총합 | 순위 |
| 1912년 스톡홀름       | 2         | 0    | 0    | 0    | 0    | –    |
| 1920년 안트베르펜     | 15        | 0    | 2    | 0    | 2    | 17   |
| 1924년 파리           | 19        | 0    | 0    | 1    | 1    | 23   |
| 1928년 암스테르담     | 43        | 2    | 2    | 1    | 5    | 15   |
| 1932년 로스앤젤레스   | 131       | 7    | 7    | 4    | 18   | 5    |
| 1936년 베를린         | 156       | 6    | 4    | 8    | 18   | 8    |
| 1948년 런던           | 불참      | 불참 | 불참 | 불참 | 불참 | 불참 |
| 1952년 헬싱키         | 69        | 1    | 6    | 2    | 9    | 17   |
| 1956년 멜버른         | 110       | 4    | 10   | 5    | 19   | 10   |
| 1960년 로마           | 162       | 4    | 7    | 7    | 18   | 8    |
| 1964년 도쿄           | 328       | 16   | 5    | 8    | 29   | 3    |
| 1968년 멕시코시티     | 171       | 11   | 7    | 7    | 25   | 3    |
| 1972년 뮌헨           | 184       | 13   | 8    | 8    | 29   | 5    |
| 1976년 몬트리올       | 213       | 9    | 6    | 10   | 25   | 5    |
| 1980년 모스크바       | 불참      | 불참 | 불참 | 불참 | 불참 | 불참 |
| 1984년 로스앤젤레스   | 226       | 10   | 8    | 14   | 32   | 7    |
| 1988년 서울           | 255       | 4    | 3    | 7    | 14   | 14   |
| 1992년 바르셀로나     | 256       | 3    | 8    | 11   | 22   | 17   |
| 1996년 애틀랜타       | 306       | 3    | 6    | 5    | 14   | 23   |
| 2000년 시드니         | 266       | 5    | 8    | 5    | 18   | 15   |
| 2004년 아테네         | 306       | 16   | 9    | 12   | 37   | 5    |
| 2008년 베이징         | 332       | 9    | 8    | 8    | 25   | 8    |
| 2012년 런던           | 295       | 7    | 14   | 17   | 38   | 11   |
| 2016년 리우데자네이루 | 338       | 12   | 8    | 21   | 41   | 6    |
| 2020년 도쿄           | 552       | 27   | 14   | 17   | 58   | 3    |
| 2024년 파리           |           |      |      |      |      |      |
| 2028년 로스앤젤레스   |           |      |      |      |      |      |
| 2032년 브리즈번       |           |      |      |      |      |      |
| 총합                  | 총합      | 169  | 150  | 178  | 497  | 9    |

| 대회                         | 선수 규모 | 금   | 은   | 동   | 총합 | 순위 |
| 1928년 장크트모리츠          | 6         | 0    | 0    | 0    | 0    | –    |
| 1932년 레이크플래시드        | 16        | 0    | 0    | 0    | 0    | –    |
| 1936년 가르미슈파르텐키르헨  | 31        | 0    | 0    | 0    | 0    | –    |
| 1948년 장크트모리츠          | 불참      | 불참 | 불참 | 불참 | 불참 | 불참 |
| 1952년 오슬로                | 13        | 0    | 0    | 0    | 0    | –    |
| 1956년 코르티나담페초        | 10        | 0    | 1    | 0    | 1    | 11   |
| 1960년 스쿼밸리              | 41        | 0    | 0    | 0    | 0    | –    |
| 1964년 인스부르크            | 47        | 0    | 0    | 0    | 0    | –    |
| 1968년 그르노블              | 61        | 0    | 0    | 0    | 0    | –    |
| 1972년 삿포로                | 85        | 1    | 1    | 1    | 3    | 11   |
| 1976년 인스부르크            | 58        | 0    | 0    | 0    | 0    | –    |
| 1980년 레이크플래시드        | 50        | 0    | 1    | 0    | 1    | 15   |
| 1984년 사라예보              | 39        | 0    | 1    | 0    | 1    | 14   |
| 1988년 캘거리                | 48        | 0    | 0    | 1    | 1    | 16   |
| 1992년 알베르빌              | 60        | 1    | 2    | 4    | 7    | 11   |
| 1994년 릴레함메르            | 59        | 1    | 2    | 2    | 5    | 11   |
| 1998년 나가노                | 156       | 5    | 1    | 4    | 10   | 7    |
| 2002년 솔트레이크시티        | 103       | 0    | 1    | 1    | 2    | 21   |
| 2006년 토리노                | 110       | 1    | 0    | 0    | 1    | 18   |
| 2010년 밴쿠버                | 94        | 0    | 3    | 2    | 5    | 20   |
| 2014년 소치                  | 113       | 1    | 4    | 3    | 8    | 17   |
| 2018년 평창                  | 124       | 4    | 5    | 4    | 13   | 11   |
| 2022년 베이징                | 124       | 3    | 6    | 9    | 18   | 12   |
| 2026년 밀라노-코르티나담페초 |           |      |      |      |      |      |
| 총합                         | 총합      | 17   | 28   | 31   | 76   | 17   |

## 종목별 메달 집계
| 스포츠         | 금  | 은  | 동  | 합계 |
| 유도           | 48  | 21  | 27  | 96   |
| 레슬링         | 37  | 22  | 17  | 76   |
| 체조           | 33  | 34  | 36  | 103  |
| 수영           | 24  | 27  | 32  | 83   |
| 육상           | 7   | 10  | 10  | 27   |
| 배구           | 3   | 3   | 3   | 9    |
| 스케이트보딩   | 3   | 1   | 1   | 5    |
| 복싱           | 3   | 0   | 5   | 8    |
| 역도           | 2   | 3   | 10  | 15   |
| 소프트볼       | 2   | 1   | 1   | 4    |
| 탁구           | 1   | 3   | 4   | 8    |
| 사격           | 1   | 2   | 3   | 6    |
| 펜싱           | 1   | 2   | 0   | 3    |
| 배드민턴       | 1   | 1   | 2   | 4    |
| 야구           | 1   | 1   | 2   | 4    |
| 공수도         | 1   | 1   | 1   | 3    |
| 승마           | 1   | 0   | 0   | 1    |
| 싱크로나이즈   | 0   | 4   | 10  | 14   |
| 양궁           | 0   | 3   | 4   | 7    |
| 사이클         | 0   | 2   | 3   | 5    |
| 테니스         | 0   | 2   | 1   | 3    |
| 축구           | 0   | 1   | 1   | 2    |
| 요트           | 0   | 1   | 1   | 2    |
| 스포츠클라이밍 | 0   | 1   | 1   | 2    |
| 서핑           | 0   | 1   | 1   | 2    |
| 농구           | 0   | 1   | 0   | 1    |
| 하키           | 0   | 1   | 0   | 1    |
| 골프           | 0   | 1   | 0   | 1    |
| 카누           | 0   | 0   | 1   | 1    |
| 태권도         | 0   | 0   | 1   | 1    |
| 총합           | 169 | 150 | 178 | 497  |

| 스포츠         | 금 | 은 | 동 | 합계 |
| 스피드스케이팅 | 5  | 10 | 11 | 26   |
| 스키점프       | 4  | 6  | 4  | 14   |
| 피겨스케이팅   | 3  | 4  | 4  | 11   |
| 노르딕복합     | 2  | 3  | 2  | 7    |
| 스노보드       | 1  | 3  | 3  | 7    |
| 프리스타일     | 1  | 0  | 4  | 5    |
| 쇼트트랙       | 1  | 0  | 2  | 3    |
| 컬링           | 0  | 1  | 1  | 2    |
| 알파인스키     | 0  | 1  | 0  | 1    |
| 총점           | 17 | 28 | 31 | 76   |

## 같이 보기
- 분류:일본의 올림픽 참가 선수
- 아시안 게임 일본 선수단